# Geitungen fyr
Geitungen fyr er et fyr som ligger på en lille ø syd for Skudeneshavn på Karmøy i Rogaland fylke i Norge, på nordsiden av Skudenesfjorden.
Fyret ble tegnet af ingeniør Jørgen M. Meinich i fyrvæsenet og bygget i beton. Det originale 2. ordens linseapparat er stadig i drift og dele af tågehornet, en diafon, samt radiofyret er bevaret. På fyrstationen findes en fyrassistenbolig, landingsplads og naust. Af den gamle fyrmesterbolig står kun fundamenterne tilbage.
Geitungen fyr er et særpræget fyr fra senere tid og et vigtigt eksempel på betonarkitektur. Fyrbygningen er stort set bevaret som den blev bygget og har stor fyrhistorisk værdi. Fyret er derfor fredet etter lov om kulturminner.

## Eksterne kilder og henvisninger
Geitungen fyr på Riksantikvarens hjemmeside kulturminnesok.no
- Geitungen fyr på Riksantikvarens hjemmeside kulturminnesok.no
- Geitungen fyr på Norsk Fyrhistorisk Forenings websted